# Anenecuilco
Anenecuilco è un paese nel comune di Ayala, nello stato di Morelos, in Messico, che dà il nome al Piano di Ayala di Zapata.
Nel 2010 la popolazione era di 10.773 abitanti.

## Geografia
Si trova ad un'altezza media di 1.239 metri sul livello del mare. Il nome del paese significa "Luogo in cui l'acqua si piega avanti e indietro" nella lingua Nahuatl.

## Storia
Anenecuilco fu nominata nel Codice Mendoza come appartenente alla giurisdizione preispanica di Huaxtepec (Oaxtepec) e soggetta al tributo dell'Impero Azteco. Il suo glifo è blu, indica un flusso con più rami. Della stessa giurisdizione facevano parte anche Tepoztlan e Yauhtepec. I principali tributi che la provincia di Huaxtepec rese all'impero azteco erano sotto forma di tessuti di cotone di vario tipo insieme a ciotole di vernice rossa e gialla e risme di carta nativa (amatl). Delle 25 comunità subordinate a Huaxtepec, la quota di tributo di Anenecuilco non è chiara.
Dopo la conquista spagnola nel 1521, Hernán Cortés prese Huaxtepec per se stesso in encomienda, insieme alle comunità Amilpas ad esso soggette, incluso Anenecuilco. Durante le epidemie della fine del sedicesimo secolo che devastarono le popolazioni indigene, Anenecuilco sopravvisse. La corona reinsediò la popolazione indigena nella regione (come altrove nel Messico centrale) nella congregazione, ma Anenecuilco continuò a lavorare come comunità indipendente nel 1603.
Le aree della regione lasciate libere dallo spopolamento a causa di epidemie e il reinsediamento altrove nella congregazione furono "assorbite dalle aziende dello zucchero".
Nel 1850 molte delle terre comunali della città furono usurpate dalle haciendas, mentre la coltivazione della canna da zucchero si estendeva attraverso tutto lo stato di Morelos. In particolare la vicina hacienda "El Hospital", tagliava l'accesso delle città ai pascoli e alle risorse idriche e infine espropriava parte delle proprietà comunali delle città. Intorno alla fine del secolo il governatore di Morelos, Manuel Alarcón, cercò di mediare tra i cittadini e le aziende, ma non ebbe successo. L'insoddisfazione per la situazione spinse i contadini di Anenecuilco a sollevarsi contro i proprietari delle aziende supportati da Díaz.